# Rhyniopsida
Classe
Synonymes
† Rhyniophyta Cronquist et al. 1966
Les Rhyniopsida (synonyme : Rhyniophyta), appellation qui dérive de la flore de Rhynie, sont une classe paraphylétique des vraies plantes vasculaires (les Eutracheophyta), entièrement fossile tout comme notamment le genre Cooksonia, la plus ancienne plante vasculaire connue qui mesurait environ 6,5 cm de hauteur (-425 Ma, fin du Silurien). Elle fut découverte dans l’État de New York, en Écosse, en Bohême, au Canada… Elle présente uniquement des axes à ramifications dichotomes, n’a pas de racines, s’enfonçait dans le substrat et chaque axe se terminait par un sporange recouvert de cuticule.
Les Rhyniopsida ont vécu essentiellement durant le Dévonien inférieur il y a environ entre 419 et 393 Ma (millions d'années).

## Liste des sous-taxons

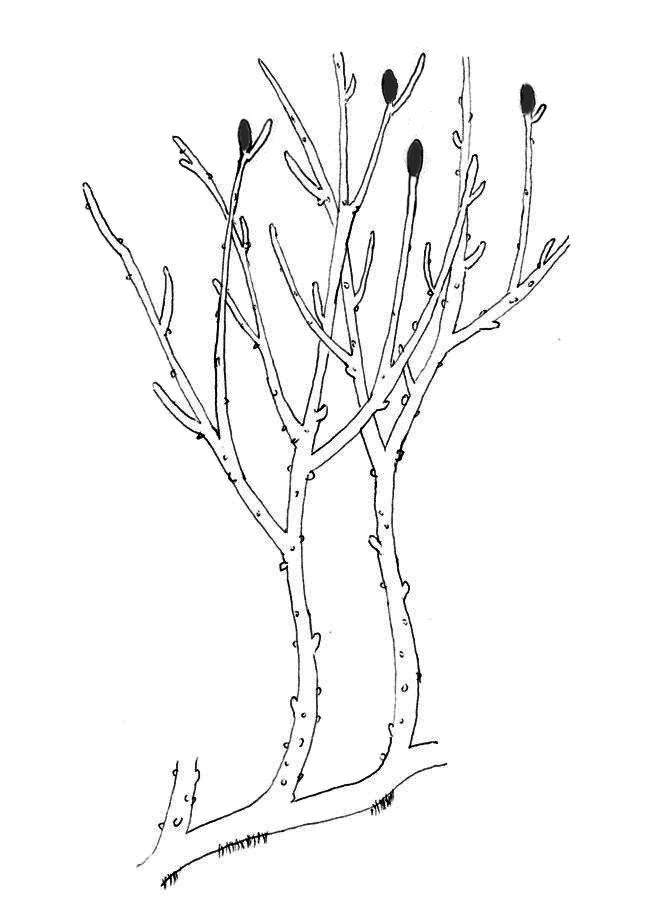
Dessin d'une Rhyniopsida : Rhynia gwynne-vaughanii.

Selon Paleobiology Database (26 septembre 2017) :
- genre Dutoitea
- ordre des Rhyniales